# Maremmen-Abruzzen-Schäferhund
Der Maremmen-Abruzzen-Schäferhund ist eine von der FCI anerkannte italienische Hunderasse (FCI-Gruppe 1, Sektion 1, Standard Nr. 201).

## Herkunft und Geschichte
Der Maremmen-Abruzzen-Schäferhund stammt aus dem Landstrich zwischen der westlichen Toskana (Maremma) und den Abruzzen. Eine Kreuzung der Herdenschutzhunde dieser beiden Landstriche hat zum Maremmano-Abruzzese, wie wir ihn heute kennen, geführt. Diese Rasse wird in ihrem Ursprungsland Italien heute noch genauso wie früher zur Arbeit an den Schafherden eingesetzt. Ihre Aufgabe besteht hauptsächlich darin, die Herde zu bewachen und vor Wölfen, Bären oder anderen Raubtieren zu schützen.

## Beschreibung
Der Maremmen-Abruzzen-Schäferhund ist ein großer (Hündinnen bis 68 cm und 40 kg, Rüden bis 73 cm und 45 kg), archaischer, kräftiger Hund, dabei niemals schwerfällig. Sein Haar ist lang, weiß und nicht gewellt. Andere Farben als weiß sind im FCI-Rassestandard nicht vorgesehen, obwohl die Tönungen Elfenbein, Blassorange oder Zitrone in beschränktem Maße toleriert werden. Die Hunde haben einen bärenähnlichen Kopf mit dunklen mandelförmigen Augen und dreieckigen anliegenden Hängeohren. Lefzen, Nase, Lidränder und Krallen sind schwarz, der Hals hat eine deutliche Mähne.

## Wesen

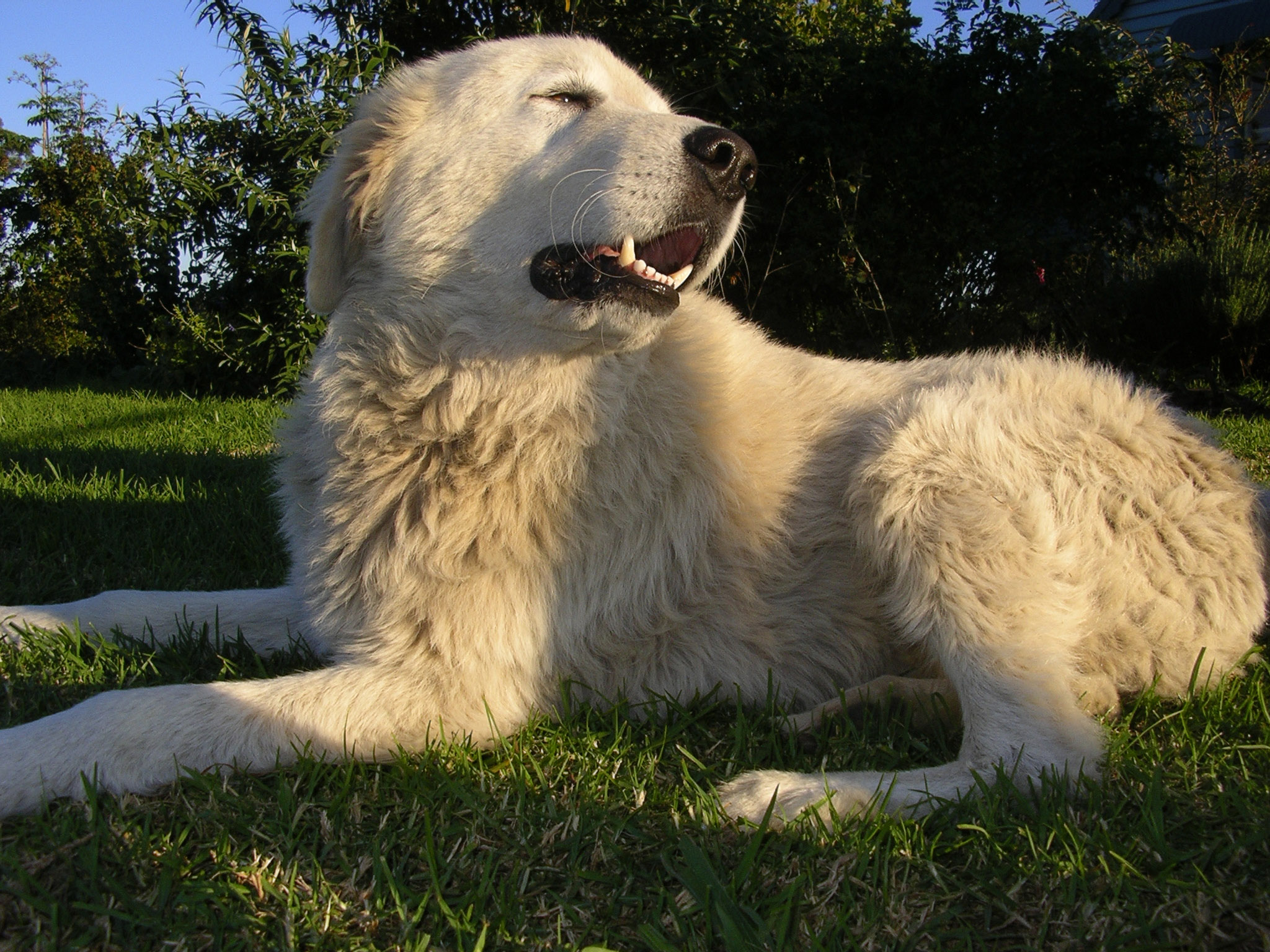
Abruzzen-Hirtenhund mit weißem Fell

Das Verhalten des Hundes ist abhängig von seiner Sozialisierung. Seiner Bestimmung gemäß wird ein Arbeitshund mit den Schafen aufgezogen und beschützt dann seine Herde. Man kann diese Fähigkeit auch für jede andere Tierart (z. B. Rinder, Pferde, Geflügel) nutzen. Ist der Hund auf den Menschen geprägt, verhält er sich gegenüber seiner Familie wie ein aufmerksamer Beschützer.
Vorsicht ist geboten, wenn der Hund seine eigentliche Aufgabe wahrnimmt, das Beschützen „seiner“ Herde. Nähert sich zum Beispiel ein Wanderer, wird sich der Hund, lautstark anschlagend, schützend vor die Herde stellen. Der Mensch sollte das als Warnung annehmen, denn der Hund wird seine Herde verteidigen, auch gegen einen vermeintlich drohenden Menschen.
Hunde, die zum Schutz der Herde eingesetzt werden sollen, werden schon ganz jung auf Schafe geprägt, viel stärker als auf den Menschen, oft werden die Welpen Mutterschafen angelegt; daher sehen sie die Schafe als „ihre Familie“ an. Der Hirte überließ den Schutz der Herde vollständig dem Hund. Im Verlauf der Zuchtgeschichte war ein guter Zuchthund nur ein Arbeitshund, der in dieser Weise selbständig arbeitete. So entwickelte sich im Laufe der Zeit der äußerst eigenwillige Charakter dieser Hunde.
Seine angeborenen Verhaltensmuster sind stark ausgeprägt. Er ist sehr gelehrig, dennoch wird er meist keinen unterwürfigen Gehorsam zeigen, denn er wurde jahrhundertelang daraufhin selektiert, selbständig, also ohne Anweisungen des Menschen, zu arbeiten.

## Verbreitung
Der Maremmano-Abruzzese ist eine in Deutschland kaum verbreitete Rasse. In seinem Ursprungsland Italien ist er verhältnismäßig häufig anzutreffen, meist als reiner Arbeitshund mit den Schafherden. Die Zucht als Familienhund gibt es fast nicht.
Seinem Ursprung entsprechend wird er heute auch in den USA, England, Australien, Spanien und der Schweiz als Arbeitshund bei den Schafherden eingesetzt.